# Piet Koornhof
Pieter Gerhardus Jacobus Koornhof (* 2. August 1925 in Leeudoornstad, Provinz Transvaal; † 12. November 2007 in Stellenbosch) war ein südafrikanischer Politiker und Diplomat während der Zeit der Apartheid. Er war von 1972 bis 1984 Minister für verschiedene Geschäftsbereiche in den Regierungen von Hendrik Frensch Verwoerd und Pieter Willem Botha sowie von 1986 bis 1991 Botschafter Südafrikas in den USA. Nachdem er während seiner aktiven politischen Laufbahn der Nationalen Partei (NP) angehört hatte, trat er 2001 dem African National Congress bei.

## Leben
Piet Koornhof wurde 1925 in Leeudoornstad geboren und studierte Theologie an der Universität Stellenbosch. Er ging später mit einem Rhodes-Stipendium an die University of Oxford, an der er im Fach Sozialanthropologie promovierte. Im Jahr 1951 heiratete er Lulu Steyn, mit der er seit ihrer gemeinsamen Schulzeit befreundet war und später zwei gemeinsame Söhne hatte. Nach seiner Rückkehr nach Südafrika wurde er 1953 wissenschaftlicher Mitarbeiter von Hendrik Frensch Verwoerd, zur damaligen Zeit Minister für Eingeborenenfragen und von 1958 bis 1966 Premierminister des Landes. Von 1962 bis 1972 war Piet Koornhof Generalsekretär des Afrikaner Broederbond.
Im Jahr 1964 wurde er für die Nationale Partei im Rahmen einer Nachwahl Abgeordneter des südafrikanischen Parlaments. In der Regierung übernahm er 1968 unter Premierminister Balthazar Johannes Vorster die Position des stellvertretenden Ministers für Bantu-Verwaltung, Entwicklung und Volksbildung. Im Jahr 1972 wurde er Energieminister, ein Jahr später wurde sein Ressort erweitert um die Bereiche Sport und Erholung, Bergwesen sowie Einwanderung. Von 1978 bis 1984 war er in der Regierung von Pieter Willem Botha Minister für Zusammenarbeit und Entwicklung. Zwei Jahre nach seinem Rückzug aus der Politik wurde er 1986 Botschafter in den Vereinigten Staaten. Diese Position hatte er bis 1991 inne.
Piet Koornhof geriet 1993 in die Schlagzeilen, als er im Alter von 67 Jahren seine langjährige Ehefrau aufgrund einer Beziehung mit einer 23-jährigen Frau verließ, mit der er später ebenfalls zwei gemeinsame Kinder hatte. Zwölf Jahre später kehrte er zu seiner Frau zurück, die eine Scheidung stets abgelehnt hatte. In seiner Aussage im Jahr 1997 vor der Wahrheits- und Versöhnungskommission und in weiteren öffentlichen Äußerungen bekannte er sich zu seiner persönlichen Verantwortung im Rahmen des Apartheid-Systems. Zusammen mit seinem ältesten Sohn Gerhard Koornhof wechselte er 1998 von der NP zur United Democratic Movement, im November 2001 traten beide schließlich dem African National Congress bei. Sein Sohn wurde später für den ANC Abgeordneter im südafrikanischen Parlament. 
Piet Koornhof starb 2007 in Stellenbosch an den Folgen mehrerer Schlaganfälle.